# Purwo Bakti
Purwo Bakti is een bestuurslaag in het regentschap Bungo van de provincie Jambi, Indonesië. Purwo Bakti telt 1867 inwoners (volkstelling 2010).